# 棱刺锥
棱刺锥（学名：Castanopsis clarkei）为壳斗科锥属下的一个种。

## 扩展阅读
- 維基物種上的相關：棱刺锥